# 커우셰니구
커우셰니구(루마니아어: Căuşeni)는 몰도바 남부에 위치한 구로 행정 중심지는 커우셰니이며 면적은 1,163km2, 인구는 92,300명(2011년 기준)이다. 동쪽으로는 드니스테르강과 접하며 남쪽으로는 우크라이나와 국경을 접한다. 북쪽으로는 이알로베니 구와 아네니노이 구, 동쪽으로는 트란스니스트리아, 남동쪽으로는 슈테판보더 구, 서쪽으로는 치미슐리아 구와 접한다.